# Dicranomyia (Caenoglochina) paniculata
Dicranomyia (Caenoglochina) paniculata is een tweevleugelige uit de familie steltmuggen (Limoniidae). De soort komt voor in het Neotropisch gebied.